# NSWRL 1909/Ergebnisse
Diese Liste enthält die Ergebnisse der regulären Saison der NSWRL 1909. Die reguläre Saison startete am 24. April und endete am 7. August. Sie umfasste 10 Runden.

## Runde 1
| 24. April 14:00 | Western Suburbs Magpies | 10 : 3 | Newtown Jets | Royal Agricultural Society Showground, Sydney Schiedsrichter: Edward Hooper |
| 24. April 14:00 | (0:3) Bericht           |        |              | Royal Agricultural Society Showground, Sydney Schiedsrichter: Edward Hooper |

| 24. April 15:15 | Balmain Tigers | 0 : 4 | South Sydney Rabbitohs | Birchgrove Oval, Sydney Schiedsrichter: George Seabrook |
| 24. April 15:15 | (0:2) Bericht  |       |                        | Birchgrove Oval, Sydney Schiedsrichter: George Seabrook |

| 24. April 15:15 | Glebe          | 5 : 38 | Eastern Suburbs | Wentworth Park, Sydney Zuschauer: 250 Schiedsrichter: Charlie Hutchison |
| 24. April 15:15 | (5:10) Bericht |        |                 | Wentworth Park, Sydney Zuschauer: 250 Schiedsrichter: Charlie Hutchison |

| 24. April 15:15 | Newcastle Rebels | 14 : 7 | North Sydney Bears | Royal Agricultural Society Showground, Sydney Schiedsrichter: Bill Finegan |
| 24. April 15:15 | (6:7) Bericht    |        |                    | Royal Agricultural Society Showground, Sydney Schiedsrichter: Bill Finegan |

## Runde 2
| 1. Mai 14:00 | Eastern Suburbs | 10 : 2 | Western Suburbs Magpies | Royal Agricultural Society Showground, Sydney Zuschauer: 400 Schiedsrichter: Arthur Welch |
| 1. Mai 14:00 | (5:0) Bericht   |        |                         | Royal Agricultural Society Showground, Sydney Zuschauer: 400 Schiedsrichter: Arthur Welch |

| 1. Mai 15:15 | Glebe         | 5 : 4 | Balmain Tigers | Birchgrove Oval, Sydney Schiedsrichter: Tom McMahon Sr. |
| 1. Mai 15:15 | (5:2) Bericht |       |                | Birchgrove Oval, Sydney Schiedsrichter: Tom McMahon Sr. |

| 1. Mai 15:15 | Newtown Jets  | 6 : 4 | North Sydney Bears | Wentworth Park, Sydney Zuschauer: 200 Schiedsrichter: George Seabrook |
| 1. Mai 15:15 | (3:2) Bericht |       |                    | Wentworth Park, Sydney Zuschauer: 200 Schiedsrichter: George Seabrook |

| 1. Mai 15:15 | South Sydney Rabbitohs | 28 : 9 | Newcastle Rebels | Royal Agricultural Society Showground, Sydney Zuschauer: 500 Schiedsrichter: Charlie Hutchison |
| 1. Mai 15:15 | (6:6) Bericht          |        |                  | Royal Agricultural Society Showground, Sydney Zuschauer: 500 Schiedsrichter: Charlie Hutchison |

## Runde 3
| 15. Mai 14:00 | South Sydney Rabbitohs | 16 : 2 | Newtown Jets | Royal Agricultural Society Showground, Sydney Schiedsrichter: Arthur Welch |
| 15. Mai 14:00 | (13:0) Bericht         |        |              | Royal Agricultural Society Showground, Sydney Schiedsrichter: Arthur Welch |

| 15. Mai 15:15 | Eastern Suburbs | 26 : 16 | North Sydney Bears | Royal Agricultural Society Showground, Sydney Schiedsrichter: Charlie Hutchison |
| 15. Mai 15:15 | (24:3) Bericht  |         |                    | Royal Agricultural Society Showground, Sydney Schiedsrichter: Charlie Hutchison |

| 15. Mai 15:15 | Newcastle Rebels | 5 : 9 | Balmain Tigers | Birchgrove Oval, Sydney Zuschauer: 500 Schiedsrichter: George Seabrook |
| 15. Mai 15:15 | (2:3) Bericht    |       |                | Birchgrove Oval, Sydney Zuschauer: 500 Schiedsrichter: George Seabrook |

| 15. Mai 15:15 | Western Suburbs Magpies | 5 : 10 | Glebe | Wentworth Park, Sydney Schiedsrichter: Edward Hooper |
| 15. Mai 15:15 | (5:8) Bericht           |        |       | Wentworth Park, Sydney Schiedsrichter: Edward Hooper |

## Runde 4
| 22. Mai 14:00 | Newtown Jets  | 13 : 5 | Newcastle Rebels | Royal Agricultural Society Showground, Sydney Zuschauer: 1.500 Schiedsrichter: Arthur Welch |
| 22. Mai 14:00 | (7:5) Bericht |        |                  | Royal Agricultural Society Showground, Sydney Zuschauer: 1.500 Schiedsrichter: Arthur Welch |

| 22. Mai 15:15 | Balmain Tigers | 27 : 0 | Western Suburbs Magpies | Birchgrove Oval, Sydney Schiedsrichter: George Seabrook |
| 22. Mai 15:15 | (18:0) Bericht |        |                         | Birchgrove Oval, Sydney Schiedsrichter: George Seabrook |

| 22. Mai 15:15 | Eastern Suburbs | 10 : 22 | South Sydney Rabbitohs | Royal Agricultural Society Showground, Sydney Zuschauer: 1.500 Schiedsrichter: Charlie Hutchison |
| 22. Mai 15:15 | (2:3) Bericht   |         |                        | Royal Agricultural Society Showground, Sydney Zuschauer: 1.500 Schiedsrichter: Charlie Hutchison |

| 22. Mai 15:15 | Glebe         | 11 : 12 | North Sydney Bears | Wentworth Park, Sydney Zuschauer: 200 Schiedsrichter: Edward Hooper |
| 22. Mai 15:15 | (8:6) Bericht |         |                    | Wentworth Park, Sydney Zuschauer: 200 Schiedsrichter: Edward Hooper |

## Runde 5
| 29. Mai 15:00 | Newcastle Rebels | 16 : 18 | Eastern Suburbs | Newcastle Showgrounds, Newcastle Schiedsrichter: George Seabrook |
| 29. Mai 15:00 | Bericht          |         |                 | Newcastle Showgrounds, Newcastle Schiedsrichter: George Seabrook |

| 29. Mai 15:15 | Newtown Jets  | 8 : 16 | Balmain Tigers | Birchgrove Oval, Sydney Schiedsrichter: Charlie Hutchison |
| 29. Mai 15:15 | (8:2) Bericht |        |                | Birchgrove Oval, Sydney Schiedsrichter: Charlie Hutchison |

| 29. Mai 15:15 | South Sydney Rabbitohs | 29 : 2 | Glebe | Royal Agricultural Society Showground, Sydney Zuschauer: 300 Schiedsrichter: Bill Finegan |
| 29. Mai 15:15 | (11:2) Bericht         |        |       | Royal Agricultural Society Showground, Sydney Zuschauer: 300 Schiedsrichter: Bill Finegan |

| 29. Mai 15:15 | Western Suburbs Magpies | 8 : 8 | North Sydney Bears | Wentworth Park, Sydney Zuschauer: 100 Schiedsrichter: H. Poulton |
| 29. Mai 15:15 | (0:3) Bericht           |       |                    | Wentworth Park, Sydney Zuschauer: 100 Schiedsrichter: H. Poulton |

## Runde 6
| 19. Juni 14:00 | Eastern Suburbs | 28 : 5 | Newtown Jets | Royal Agricultural Society Showground, Sydney Zuschauer: 800 Schiedsrichter: Charlie Hutchison |
| 19. Juni 14:00 | (13:5) Bericht  |        |              | Royal Agricultural Society Showground, Sydney Zuschauer: 800 Schiedsrichter: Charlie Hutchison |

| 19. Juni 15:15 | Balmain Tigers | 24 : 15 | North Sydney Bears | Birchgrove Oval, Sydney Schiedsrichter: H. Poulton |
| 19. Juni 15:15 | Bericht        |         |                    | Birchgrove Oval, Sydney Schiedsrichter: H. Poulton |

| 19. Juni 15:15 | Glebe          | 8 : 26 | Newcastle Rebels | Wentworth Park, Sydney Zuschauer: 300 Schiedsrichter: George Seabrook |
| 19. Juni 15:15 | (0:13) Bericht |        |                  | Wentworth Park, Sydney Zuschauer: 300 Schiedsrichter: George Seabrook |

| 19. Juni 15:15 | South Sydney Rabbitohs | 34 : 3 | Western Suburbs Magpies | Royal Agricultural Society Showground, Sydney Zuschauer: 800 Schiedsrichter: Edward Hooper |
| 19. Juni 15:15 | (21:3) Bericht         |        |                         | Royal Agricultural Society Showground, Sydney Zuschauer: 800 Schiedsrichter: Edward Hooper |

## Runde 7
| 26. Juni 15:00 | Newcastle Rebels | 34 : 0 | Western Suburbs Magpies | Newcastle Showgrounds, Newcastle Schiedsrichter: Bill Finegan |
| 26. Juni 15:00 | (13:0) Bericht   |        |                         | Newcastle Showgrounds, Newcastle Schiedsrichter: Bill Finegan |

| 26. Juni 15:15 | Balmain Tigers | 11 : 3 | Eastern Suburbs | Birchgrove Oval, Sydney Zuschauer: 1.500 Schiedsrichter: A. West |
| 26. Juni 15:15 | (3:0) Bericht  |        |                 | Birchgrove Oval, Sydney Zuschauer: 1.500 Schiedsrichter: A. West |

| 26. Juni 15:15 | Glebe         | 6 : 3 | Newcastle Rebels | Wentworth Park, Sydney Zuschauer: 550 Schiedsrichter: George Seabrook |
| 26. Juni 15:15 | (3:0) Bericht |       |                  | Wentworth Park, Sydney Zuschauer: 550 Schiedsrichter: George Seabrook |

| 26. Juni 15:15 | South Sydney Rabbitohs | 37 : 5 | North Sydney Bears | Royal Agricultural Society Showground, Sydney Zuschauer: 200 Schiedsrichter: Edward Hooper |
| 26. Juni 15:15 | (16:0) Bericht         |        |                    | Royal Agricultural Society Showground, Sydney Zuschauer: 200 Schiedsrichter: Edward Hooper |

## Runde 8
| 10. Juli 14:00 | Western Suburbs Magpies | 7 : 3 | North Sydney Bears | Royal Agricultural Society Showground, Sydney Zuschauer: 2.500 Schiedsrichter: Bill Finegan |
| 10. Juli 14:00 | (5:3) Bericht           |       |                    | Royal Agricultural Society Showground, Sydney Zuschauer: 2.500 Schiedsrichter: Bill Finegan |

| 10. Juli 15:15 | Balmain Tigers | 5 : 2 | Newcastle Rebels | Birchgrove Oval, Sydney Zuschauer: 2.500 Schiedsrichter: George Seabrook |
| 10. Juli 15:15 | (0:0) Bericht  |       |                  | Birchgrove Oval, Sydney Zuschauer: 2.500 Schiedsrichter: George Seabrook |

| 10. Juli 15:15 | Newtown Jets  | 8 : 10 | Glebe | Wentworth Park, Sydney Zuschauer: 400 Schiedsrichter: H. Poulton |
| 10. Juli 15:15 | (5:5) Bericht |        |       | Wentworth Park, Sydney Zuschauer: 400 Schiedsrichter: H. Poulton |

| 10. Juli 15:15 | South Sydney Rabbitohs | 16 : 5 | Eastern Suburbs | Royal Agricultural Society Showground, Sydney Zuschauer: 2.500 Schiedsrichter: A. Ballerum |
| 10. Juli 15:15 | (8:2) Bericht          |        |                 | Royal Agricultural Society Showground, Sydney Zuschauer: 2.500 Schiedsrichter: A. Ballerum |

## Runde 9
| 17. Juli 14:00 | Western Suburbs Magpies | 5 : 28 | Newcastle Rebels | Royal Agricultural Society Showground, Sydney Zuschauer: 500 Schiedsrichter: Edward Hooper |
| 17. Juli 14:00 | (2:28) Bericht          |        |                  | Royal Agricultural Society Showground, Sydney Zuschauer: 500 Schiedsrichter: Edward Hooper |

| 17. Juli 15:15 | Eastern Suburbs | 15 : 24 | Balmain Tigers | Royal Agricultural Society Showground, Sydney Zuschauer: 3.000 Schiedsrichter: H. Poulton |
| 17. Juli 15:15 | (5:6) Bericht   |         |                | Royal Agricultural Society Showground, Sydney Zuschauer: 3.000 Schiedsrichter: H. Poulton |

| 17. Juli 15:15 | Glebe          | 0 : 24 | South Sydney Rabbitohs | Wentworth Park, Sydney Zuschauer: 300 Schiedsrichter: A. Ballerum |
| 17. Juli 15:15 | (0:21) Bericht |        |                        | Wentworth Park, Sydney Zuschauer: 300 Schiedsrichter: A. Ballerum |

| 17. Juli 15:15 | Newtown Jets  | 10 : 10 | North Sydney Bears | Birchgrove Oval, Sydney Schiedsrichter: Charlie Hutchison |
| 17. Juli 15:15 | (5:3) Bericht |         |                    | Birchgrove Oval, Sydney Schiedsrichter: Charlie Hutchison |

## Runde 10
| 7. August 15:00 | Newcastle Rebels | 5 : 0 | South Sydney Rabbitohs | Newcastle Showgrounds, Newcastle Zuschauer: 3.000 Schiedsrichter: H. Poulton |
| 7. August 15:00 | (3:0) Bericht    |       |                        | Newcastle Showgrounds, Newcastle Zuschauer: 3.000 Schiedsrichter: H. Poulton |

| 7. August 15:15 | Balmain Tigers | 10 : 5 | Glebe | Birchgrove Oval, Sydney Zuschauer: 1.200 Schiedsrichter: Arthur Farrow |
| 7. August 15:15 | (5:0) Bericht  |        |       | Birchgrove Oval, Sydney Zuschauer: 1.200 Schiedsrichter: Arthur Farrow |

| 7. August 15:15 | Eastern Suburbs | 14 : 24 | North Sydney Bears | Royal Agricultural Society Showground, Sydney Zuschauer: 3.000 Schiedsrichter: Bill Finegan |
| 7. August 15:15 | (2:8) Bericht   |         |                    | Royal Agricultural Society Showground, Sydney Zuschauer: 3.000 Schiedsrichter: Bill Finegan |

| 7. August 15:15 | Western Suburbs Magpies | 2 : 15 | Newtown Jets | Wentworth Park, Sydney Schiedsrichter: A. Ballerum |
| 7. August 15:15 | (2:13) Bericht          |        |              | Wentworth Park, Sydney Schiedsrichter: A. Ballerum |